# Pierrelatte
Pierrelatte este o comună în departamentul Drôme din sud-estul Franței. În 2009 avea o populație de 13.100 de locuitori.

## Evoluția populației
| An        | 1975  | 1982   | 1990   | 1999   | 2006   | 2009   |
| --------- | ----- | ------ | ------ | ------ | ------ | ------ |
| Populație | 9.816 | 11.596 | 11.770 | 11.943 | 12.315 | 13.100 |